# Jacques Nichet
Jacques Nichet (Albi, 1 de gener de 1942 - Tolosa de Llenguadoc, 29 de juliol de 2019) va ser un autor, escenògraf, així com un director de cinema francès.
El 1965, mentre era estudiant a l'École normale supérieure, on va entrar el 1964, Jacques Nichet va fundar un grup universitari, el Théâtre de l'Aquarium, que va dirigir fins al 1968. Tercer el 1967 en el concurs per a l'agregació de lletres clàssiques, va ensenyar durant uns quinze anys com a professor de estudis de teatre a la Universitat de París VIII.
El 1970, va crear un col·lectiu d'una quinzena d'artistes (incloent-hi Jean-Louis Benoît i Didier Bezace) que es van instal·lar el 1973 a la Cartoucherie de Vincennes, per invitació d'Ariane Mnouchkine, per crear el Théâtre de l'Aquarium que encara existeix avui dia.
Fins al 1980, Jacques Nichet va participar en dotze produccions, entre elles Marchands de ville (1972), Ah Q, de Jean Jourdheuil i Bernard Chartreux, basada en Lu Xun (1975), La jeune lune tient la vieille lune toute une nuit dans ses bras (1976) i Correspondance (1980).
El 1986, Jacques Nichet va ser cridat per dirigir el Centre dramatique national de la regió Llenguadoc-Rosselló a Montpeller, que va anomenar Théâtre des Treize Vents. Compta amb autors tan diferents com Federico García Lorca (La Savetière prodigieuse), Denis Diderot, Javier Tomeo (Monstre aimé), Pedro Calderón de la Barca (Le Magicien prodigieux), Eduardo De Filippo (Sik-Sik, Le Haut-de-forme) o Serge Valletti (Domaine ventre). El va dirigir fins al 1998.
El 1991, va fundar amb Jean-Michel Déprats un centre internacional de traducció teatral la seu del qual ara és a Montpeller: La Maison Antoine Vitez.
Va presentar La Tragédie du roi Christophe d'Aimé Césaire al Festival d'Avinyó 1996.
L'octubre del 1998, Jacques Nichet pren la direcció del Théâtre national de Toulouse Midi-Pyrénées (TNT), continuant la seva tasca de direcció d'autors contemporanis : presenta Le jour se lève, Léopold ! de Serge Valletti (1998), Silence complice de Daniel Keene (1999) i Combat de nègre et de chiens de Bernard-Marie Koltès (Paris, Théâtre de la Ville, 2001). El gener de 2003, va posar en escena Les Cercueils de zinc, de Svetlana Aleksiévitx (creació). També compta amb autors clàssics, com ara Horváth, Shakespeare, Sophocle, Erdman, Leopardi.
El 2004, va posar en escena Antígona de Sòfocles, que va ser estrenad a l'Odéon-Théâtre de l'Europe.
El 2007 va deixar la TNT, que dirigia des del 1998 amb l'ajuda de Richard Coconier, aleshores Jean Lebeau, perquè, va dir: “En la professió, és costum treballar fins als 70 anys. Als 65 anys vaig sentir que havia de completar un cicle, vaig decidir sorprendre'm forçant el destí... La vida només és interessant si és sorprenent!". Presenta la seva darrera creació al TNT, titulada Le Commencement du bonheur.
El 2008 funda la companyia L'Inattendu i escenifica Le Collectionneur d'instants de Quint Buchholz i La Ménagerie de verre de Tennessee Williams.
Durant el curs 2009-2010 va ocupar la càtedra de creació artística del Collège de France. La seva lliçó inaugural es titula Le théâtre n'existe pas.
El 2018 va posar en escena la seva darrera obra, Compagnie de Samuel Beckett.

## Escenografies
- 1970 : Les Évasions de monsieur Voisin, text col·lectiu, Espace Cardin

Théâtre de l'Aquarium fins al 1980, Jacques Nichet va participar en dotze produccions, entre elles
- 1965 : Les Grenouilles d'Aristòfanes
- 1966 : Guerres picrocholines segons François Rabelais
- 1968 : Les Héritiers d'après Pierre Bourdieu i Jean-Claude Passeron
- 1972 : Marchands de ville
- 1975 : Ah Q de Jean Jourdheuil i Bernard Chartreux, segons Lu Xun
- 1976 : La jeune lune tient la vieille lune toute une nuit dans ses bras
- 1980 : Correspondance

Théâtre des Treize Vents Montpeller
- 1986 : La Savetière prodigieuse de Federico García Lorca
- 1987 : Le Rêve de d'Alembert de Denis Diderot
- 1988 : Monstre aimé de Javier Tomeo, Théâtre National de la Colline, Théâtre National de Strasbourg el 1989
- 1988 : Le Triomphe de l'amour de Marivaux
- 1989 : Le Baladin du monde occidental de John Millington Synge
- 1990 : Le Magicien prodigieux de Pedro Calderón de la Barca, Sik-Sik – Le Haut-de-forme d'Eduardo De Filippo
- 1992 : Le Silence de Molière de Giovanni Macchia, Théâtre Paris-Villette
- 1993 : Domaine ventre de Serge Valletti, Théâtre national de la Colline
- 1993 : Alceste d'Eurípides
- 1995 : Le Retour au désert de Bernard-Marie Koltès
- 1996 : La Tragédie du roi Christophe d'Aimé Césaire, Festival d'Avinyó

TNT-Théâtre national de Toulouse Midi-Pyrénées
- 1998 : Le Jour se lève, Léopold ! de Serge Valletti
- 1999 : Casimir et Caroline d'Ödön von Horváth, Silence complice de Daniel Keene
- 2000 : La prochaine fois que je viendrai au monde, Festival d'Avinyó, Théâtre des Abbesses en 2002
- 2001 : Mesure pour mesure de William Shakespeare
- 2001 : Combat de nègre et de chiens de Bernard-Marie Koltès, estrenat al Théâtre de la Ville
- 2003 : Les Cercueils de zinc de Svetlana Aleksiévitx, estrenat al Théâtre de la Commune
- 2004 : Antigone de Sòfocles, estrenat a l'Odéon-Théâtre de l'Europe et en tournée
- 2006 : L'Augmentation de Georges Perec, Le Suicidé de N. R. Erdman
- 2007 : Faut pas payer ! de Dario Fo, Théâtre national de Toulouse, Théâtre Nanterre-Amandiers
- 2007 : Le commencent du bonheur, de Giacomo Leopardi, Théâtre national de Toulouse
- 2008 : Le Collectionneur d'instants de Quint Buchholz, Théâtre de la Commune
- 2009 : La Ménagerie de verre de Tennessee Williams, Théâtre de la Commune
- 2010 : L'anthologie inattendue, recull de poemes, Amphithéâtre du Collège de France
- 2016 : Braises et cendres, de Blaise Cendrars, escena nacional d'Albi[15]
- 2018 : Compagnie de Beckett, Théâtre de la Cité-Toulouse.

## Llibres
- Je veux jouer toujours. Toulouse : Éditions Milan, 2008.

## Filmografia
- 1981 : Le Collectionneur (curtmetratge)
- 1983 : La Guerre des Demoiselles